# Lądowisko Smolnik
Lądowisko Smolnik – lądowisko dla szybowców i awionetek w Smolniku, w gminie Komańcza w województwie podkarpackim. Przy lądowisku znajduje się Schronisko „Nad Smolnikiem”. Z lądowiska korzysta głównie sekcja samolotowa Aeroklubu Warszawskiego.